# Amata sheljuzhkoi
Amata sheljuzhkoi är en fjärilsart som beskrevs av Obraztsov 1966. Amata sheljuzhkoi ingår i släktet Amata och familjen björnspinnare. Inga underarter finns listade i Catalogue of Life.